# Astragalus ochrias
Astragalus ochrias är en ärtväxtart som beskrevs av Aleksandr Andrejevitj Bunge. Astragalus ochrias ingår i släktet vedlar, och familjen ärtväxter. Inga underarter finns listade i Catalogue of Life.